# Aamodt-Brücke

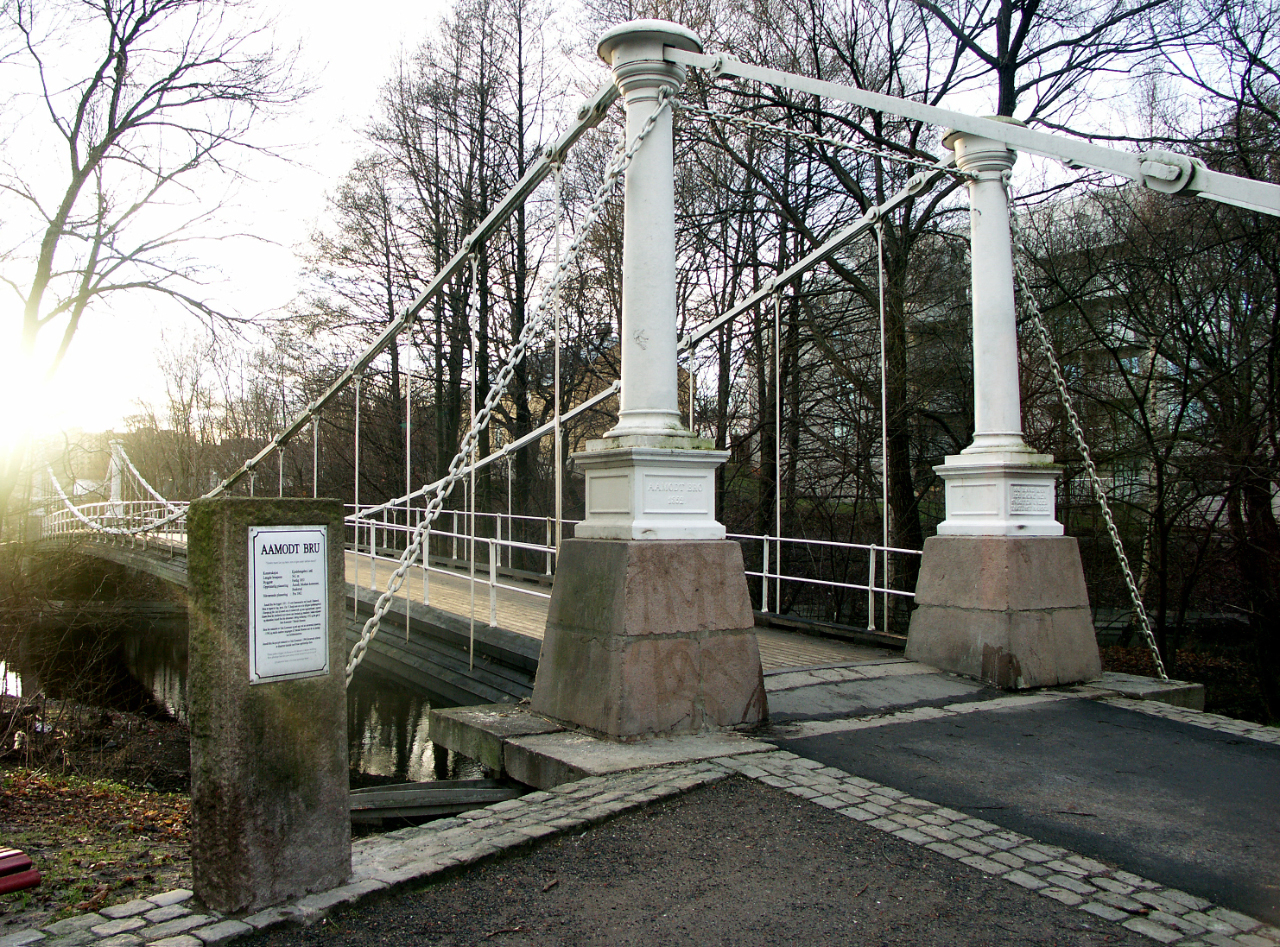
Aamodt-Brücke

Die Aamodt-Brücke (norwegisch Aamodt bru) ist eine unter Denkmalschutz stehende Brücke über die Akerselva im Osloer Stadtteil Grünerløkka.

## Geschichte
Die von Christian Vilhelm Bergh konstruierte Hängebrücke stand ursprünglich in der Kommune Modum in der Provinz (Fylke) Buskerud und überbrückte die Drammenselva. Die Aamodt-Brücke war die zweite von insgesamt drei in Norwegen erbauten Kettenbrücken aus Eisen und wurde in den Jahren 1851–52 errichtet.
Als die Brücke nicht mehr den steigenden Verkehrserfordernissen entsprach, wurde sie 1952 abgebaut und durch eine Balkenbrücke ersetzt.
Da die Brücke jedoch bereits zu dieser Zeit als technische Besonderheit angesehen wurde, wurde sie entsprechend sorgfältig demontiert und eingelagert; es bestanden bereits Überlegungen, sie im Kontext des geplanten norwegischen Technikmuseums an der Akerselva wieder zu errichten. Das Museum sollte ursprünglich in einem der ehemaligen Industriegebäude am Seilduksdam der Akerselva errichten werden, und deswegen wurde die Brücke 1957 an dieser Stelle wiederaufgebaut. Das Norsk Teknisk Museum wurde später jedoch nicht an dieser Stelle, sondern erheblich weiter flussaufwärts im Bereich des Bahnhofs Kjelsås errichtet.

Die Brücke ist heute Bestandteil des Weges längs der Akerselva, der ein beliebtes Freizeitgebiet in Oslo ist und andererseits ein industriehistorischer Lehrpfad, der das Hafengebiet mit den ehemaligen Industriegebieten am Oberlauf des Flusses verbindet. Die Aamodt-Brücke ist ein registriertes Kulturdenkmal. 

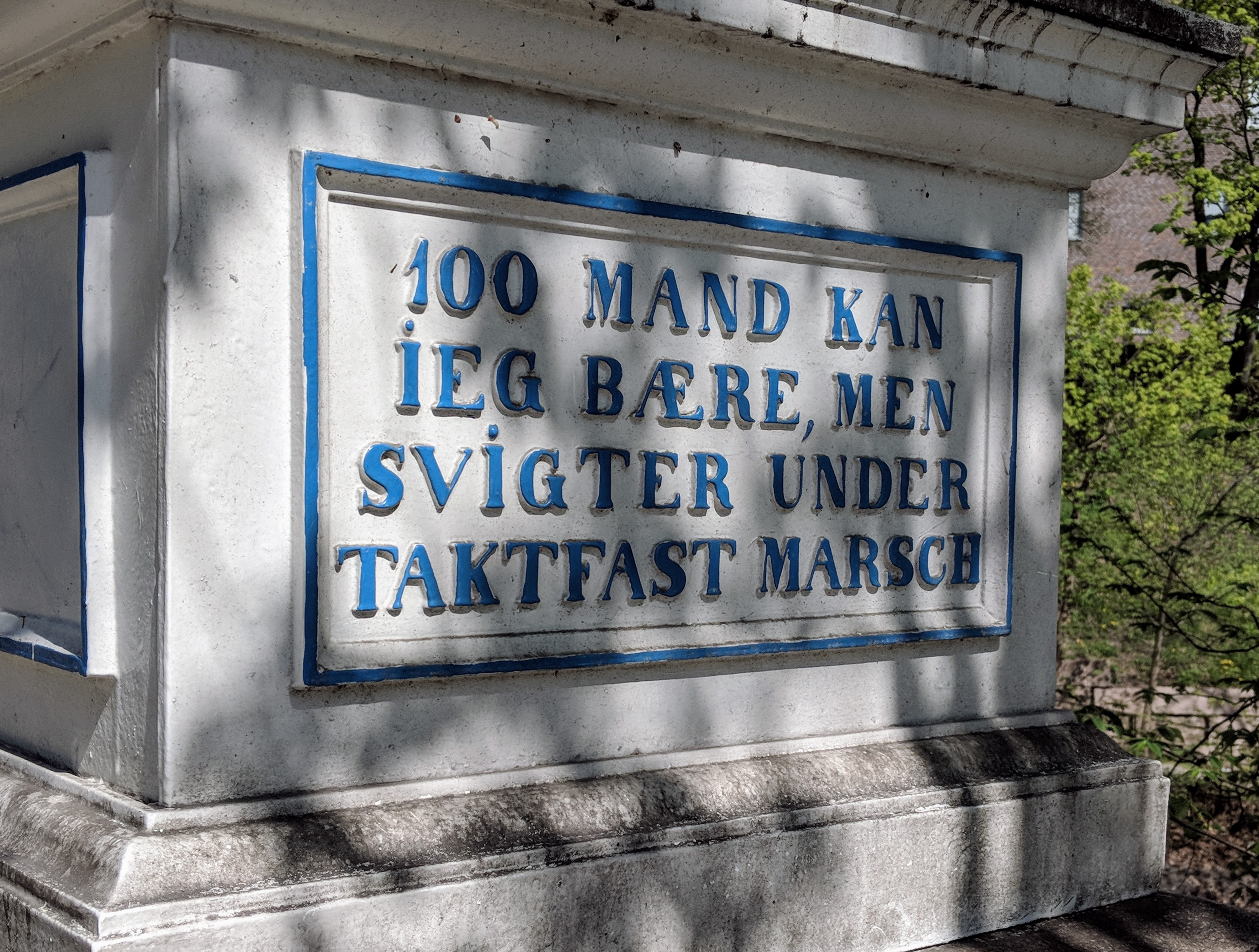
Inschrift auf der Aamodt-Brücke (Autor: Tanjasimone)

Eine Inschriftsplatte am Brückenpfeiler trägt den Text:
100 MAND KAN IEG BÆRE, MEN SVIGTER UNDER TAKTFAST MARSCH.  (100 Mann kann ich tragen, aber unter Gleichschritt werde ich zusammenbrechen)

## Konstruktion
Die Aamodt-Brücke ist eine „echte“ Hängebrücke, bei der die Kettenglieder aus Augenstäben bestehen, die mittels Augen und Bolzen beweglich miteinander verbunden sind.

## Kontroverse
Da das Technikmuseum nicht an der ursprünglich geplanten Stelle errichtet wurde und die Brücke damit nicht mehr im Kontext des Technikmuseums genutzt wurde, gab es in den 1990er Jahren Bestrebungen seitens einer lokalen Gruppierung in Modum, die Brücke wieder an ihren ursprünglichen Standort zu translozieren. Eine solche Rückversetzung erfolgte jedoch bis heute nicht.